# APEC 중화 타이베이 대표 목록
APEC 중화 타이베이 대표(중국어: 亞太經濟合作會議中華臺北領袖代表, 영어: Chinese Taipei Representatives to APEC)는 아시아 태평양 경제협력체(APEC) 회원국 정상 간의 회의에서 중화 타이베이(대만, 중화민국)를 대표하여 참석하는 대표이다.
중화 타이베이(대만, 중화민국)는 1991년에 중화인민공화국, 홍콩과 함께 APEC에 가입했으나 APEC에서는 하나의 중국 원칙, 양안 관계를 고려하여 중화민국, 대만이라는 이름 대신에 중화 타이베이(Chinese Taipei)라는 이름을 사용한다. 또한 APEC 경제 지도자 회의(Economic Leaders' Meeting)라는 이름을 사용하는 APEC 정상 간의 회의에서는 정부수반에 해당하는 중화민국의 총통이 아닌 특별 대표가 참석한다.

## 역대 대표
| 연도                                          | 대표                         | 사진 | 당시 총통         | 대표 직위                      | 당시 직위                     | 이전 직위                                                            |
| --------------------------------------------- | ---------------------------- | ---- | ----------------- | ------------------------------ | ----------------------------- | -------------------------------------------------------------------- |
| 1993년 시애틀 APEC 정상회의                   | 샤오완창 (蕭萬長)            |      | 리덩후이 (李登輝) | 행정원 경제건설위원회 주임위원 | 경제부 부장 (1990년 ~ 1993년) | 경제부 부장 (1990년 ~ 1993년)                                        |
| 1994년 보고르 APEC 정상회의                   | 샤오완창 (蕭萬長)            |      | 리덩후이 (李登輝) | 행정원 경제건설위원회 주임위원 | 경제부 부장 (1990년 ~ 1993년) | 경제부 부장 (1990년 ~ 1993년)                                        |
| 1995년 오사카 APEC 정상회의                   | 구전푸 (辜振甫)              |      | 리덩후이 (李登輝) | 총통부 고문                    | 해협교류기금회 이사장         | 총통부 국책고문 (1988년 ~ 1991년)                                    |
| 1996년 마닐라 APEC 정상회의                   | 구전푸 (辜振甫)              |      | 리덩후이 (李登輝) | 총통부 고문                    | 해협교류기금회 이사장         | 총통부 국책고문 (1988년 ~ 1991년)                                    |
| 1997년 밴쿠버 APEC 정상회의                   | 구전푸 (辜振甫)              |      | 리덩후이 (李登輝) | 총통부 고문                    | 해협교류기금회 이사장         | 총통부 국책고문 (1988년 ~ 1991년)                                    |
| 1998년 쿠알라룸푸르 APEC 정상회의             | 장빙쿤 (江丙坤)              |      | 리덩후이 (李登輝) | 행정원 경제건설위원회 주임위원 | 정무위원                      | 경제부 부장 (1993년 ~ 1996년)                                        |
| 1999년 오클랜드 APEC 정상회의                 | 장빙쿤 (江丙坤)              |      | 리덩후이 (李登輝) | 행정원 경제건설위원회 주임위원 | 정무위원                      | 경제부 부장 (1993년 ~ 1996년)                                        |
| 2000년 반다르스리브가완 APEC 정상회의         | 펑화이난 (彭淮南)            |      | 천수이볜 (陳水扁) | 경제 지도자 대표               | 중화민국 중앙은행 총재        |                                                                      |
| 2001년 상하이 APEC 정상회의                   | 없음                         | 없음 | 천수이볜 (陳水扁) | 불참                           | 불참                          | 불참                                                                 |
| 2002년 로스카보스 APEC 정상회의               | 리위안저 (李遠哲)            |      | 천수이볜 (陳水扁) | 경제 지도자 대표               | 중앙연구원 원장               | 총통부 국책고문 (1991년 ~ 1994년)                                    |
| 2003년 방콕 APEC 정상회의                     | 리위안저 (李遠哲)            |      | 천수이볜 (陳水扁) | 경제 지도자 대표               | 중앙연구원 원장               | 총통부 국책고문 (1991년 ~ 1994년)                                    |
| 2004년 산티아고 APEC 정상회의                 | 리위안저 (李遠哲)            |      | 천수이볜 (陳水扁) | 경제 지도자 대표               | 중앙연구원 원장               | 총통부 국책고문 (1991년 ~ 1994년)                                    |
| 2005년 부산 APEC 정상회의                     | 린신이 (林信義)              |      | 천수이볜 (陳水扁) | 총통부 고문                    | 공업기술연구원 이사장         | 행정원 부원장 (2002년 ~ 2004년) 경제부 부장 (2000년 ~ 2002년)        |
| 2006년 하노이 APEC 정상회의                   | 모리스 창 (張忠謀, 장중머우) |      | 천수이볜 (陳水扁) | 총통 고문 대표                 |                               | 총통부 국책고문 (2000년 ~ 2001년)                                    |
| 2007년 시드니 APEC 정상회의                   | 스전룽 (施振榮)              |      | 천수이볜 (陳水扁) | 총통 고문 대표                 |                               | 총통부 국책고문 (2000년 ~ 2005년)                                    |
| 2008년 리마 APEC 정상회의                     | 롄잔 (連戰)                  |      | 마잉주 (馬英九)   | 경제 지도자 대표               |                               | 부총통 (1996년 ~ 2000년) 행정원 원장 (1993년 ~ 1997년)               |
| 2009년 싱가포르 APEC 정상회의                 | 롄잔 (連戰)                  |      | 마잉주 (馬英九)   | 경제 지도자 대표               |                               | 부총통 (1996년 ~ 2000년) 행정원 원장 (1993년 ~ 1997년)               |
| 2010년 요코하마 APEC 정상회의                 | 롄잔 (連戰)                  |      | 마잉주 (馬英九)   | 경제 지도자 대표               |                               | 부총통 (1996년 ~ 2000년) 행정원 원장 (1993년 ~ 1997년)               |
| 2011년 호놀룰루 APEC 정상회의                 | 롄잔 (連戰)                  |      | 마잉주 (馬英九)   | 경제 지도자 대표               |                               | 부총통 (1996년 ~ 2000년) 행정원 원장 (1993년 ~ 1997년)               |
| 2012년 블라디보스토크 APEC 정상회의           | 롄잔 (連戰)                  |      | 마잉주 (馬英九)   | 경제 지도자 대표               |                               | 부총통 (1996년 ~ 2000년) 행정원 원장 (1993년 ~ 1997년)               |
| 2013년 발리 APEC 정상회의                     | 샤오완창 (蕭萬長)            |      | 마잉주 (馬英九)   | 경제 지도자 대표               |                               | 부총통 (2008년 ~ 2012년) 행정원 원장 (1997년 ~ 2000년)               |
| 2014년 베이징 APEC 정상회의                   | 샤오완창 (蕭萬長)            |      | 마잉주 (馬英九)   | 경제 지도자 대표               |                               | 부총통 (2008년 ~ 2012년) 행정원 원장 (1997년 ~ 2000년)               |
| 2015년 마닐라 APEC 정상회의                   | 샤오완창 (蕭萬長)            |      | 마잉주 (馬英九)   | 경제 지도자 대표               |                               | 부총통 (2008년 ~ 2012년) 행정원 원장 (1997년 ~ 2000년)               |
| 2016년 리마 APEC 정상회의                     | 쑹추위 (宋楚瑜)              |      | 차이잉원 (蔡英文) | 총통부 고문                    |                               | 타이완성 정부 주석 (1993년 ~ 1994년) 타이완성 성장 (1994년 ~ 1998년) |
| 2017년 다낭 APEC 정상회의                     | 쑹추위 (宋楚瑜)              |      | 차이잉원 (蔡英文) | 총통부 고문                    |                               | 타이완성 정부 주석 (1993년 ~ 1994년) 타이완성 성장 (1994년 ~ 1998년) |
| 2018년 포트모르즈비 APEC 정상회의             | 모리스 창 (張忠謀, 장중머우) |      | 차이잉원 (蔡英文) | 총통 자문 위원                 | 행정원 과학 기술 고문         | TSMC 설립자·회장·최고경영자                                          |
| 2019년 산티아고 APEC 정상회의 (취소)          | 모리스 창 (張忠謀, 장중머우) |      | 차이잉원 (蔡英文) | 총통 자문 위원                 | 행정원 과학 기술 고문         | TSMC 설립자·회장·최고경영자                                          |
| 2020년 쿠알라룸푸르 APEC 정상회의 (화상 회의) | 모리스 창 (張忠謀, 장중머우) |      | 차이잉원 (蔡英文) | 총통 자문 위원                 | 행정원 과학 기술 고문         | TSMC 설립자·회장·최고경영자                                          |
| 2021년 오클랜드 APEC 정상회의 (화상 회의)     | 모리스 창 (張忠謀, 장중머우) |      | 차이잉원 (蔡英文) | 총통 자문 위원                 | 행정원 과학 기술 고문         | TSMC 설립자·회장·최고경영자                                          |
| 2022년 방콕 APEC 정상회의                     | 모리스 창 (張忠謀, 장중머우) |      | 차이잉원 (蔡英文) | 총통 자문 위원                 | 행정원 과학 기술 고문         | TSMC 설립자·회장·최고경영자                                          |
| 2023년 샌프란시스코 APEC 정상회의             | 모리스 창 (張忠謀, 장중머우) |      | 차이잉원 (蔡英文) | 총통 자문 위원                 | 행정원 과학 기술 고문         | TSMC 설립자·회장·최고경영자                                          |
| 2024년 페루 APEC 정상회의                     | 린신이 (林信義)              |      | 라이칭더 (賴淸德) | 총통부 고문                    |                               |                                                                      |

## 같이 보기
- 아시아 태평양 경제협력체

### 내용주
1. ↑  해협교류기금회는 준정부 기구이지만 공식 지위로 분류된다.
2. ↑  리위안추(李元簇) 부총통이 중화 타이베이 대표로 참석하기를 원했으나 APEC 정상회의 주최국이었던 중화인민공화국 정부의 반대로 인하여 무산되었다.
3. ↑  천수이볜 총통은 원래 왕진핑(王金平) 입법원 원장을 중화 타이베이 대표로 내정했으나 중화인민공화국 정부가 반대했고 APEC 정상회의 주최국이었던 대한민국 정부 또한 거절했다. 천수이볜 총통은 개인 자격으로 참석하기를 원했으나 이마저도 무산되었다.
4. ↑  천수이볜 총통은 원래 차이잉원(蔡英文) 행정원 부원장을 중화 타이베이 대표로 내정했으나 천수이볜 총통이 내세운 일변일국 이론에 반대했던 중화인민공화국 정부가 반대했고 APEC 정상회의 주최국이었던 오스트레일리아 정부 또한 거절했다.

### 참고주
1. ↑  “APEC利马峰会：习近平宋楚瑜会晤交流两岸经贸”. 영국방송공사(BBC). 2016년 11월 20일. 2019년 4월 12일에 확인함.
2. ↑  “The China Post”. 《The China Post》.
3. ↑  “存档副本”. 2014년 11월 12일에 원본 문서에서 보존된 문서. 2019년 4월 12일에 확인함.
4. ↑  “Soong to represent president at APEC leaders’ summit - Taipei Times”. 《www.taipeitimes.com》.
5. ↑  “總統宣布台積電創辦人張忠謀擔任APEC經濟領袖會議我國領袖代表”. 중화민국 총통부 (中華民國總統府). 2018년 10월 3일. 2019년 4월 12일에 확인함.
6. ↑  “張忠謀 (Dr. Morris Chang) (行政院科技會報-國內顧問)”. 행정원 과기회보 (行政院科技會報). 2012년 1월 1일. 2020년 9월 16일에 원본 문서에서 보존된 문서. 2019년 9월 10일에 확인함.